# إنريك سابوريت
إنريك سابوريت تيكسيدور (بالإسبانية: Enric Saborit Teixidor) (مواليد 27 أبريل 1992) هو لاعب كرة قدم إسباني ، يلعب في مراكز الظهير الأيسر وقلب الدفاع والجناح الأيسر ، ويلعب حاليًا لنادي أتلتيك بيلباو الإسباني.

## روابط خارجية
- إنريك سابوريت على موقع الاتحاد الأوربي (الإنجليزية)
- إنريك سابوريت على موقع اتحاد تركيا (لاعب) (الإنجليزية)
- إنريك سابوريت على موقع قاعدة بيانات كرة القدم.إي يو (الإنجليزية)
- إنريك سابوريت على موقع Soccerbase.com (لاعب) (الإنجليزية)
- إنريك سابوريت على موقع Soccerway.com (الإنجليزية)
- إنريك سابوريت على موقع عالم كرة القدم.نت (الإنجليزية)
- إنريك سابوريت على موقع AS.com (الإسبانية)